# 1955年のメジャーリーグベースボール
以下は、メジャーリーグベースボール（MLB）における1955年のできごとを記す。
1955年4月11日に開幕し10月4日に全日程を終え、ナショナルリーグはブルックリン・ドジャースが2年ぶり11度目のリーグ優勝で、アメリカンリーグはニューヨーク・ヤンキースが2年ぶり21度目のリーグ優勝であった。ヤンキースはこの年から4年連続リーグ優勝となる。
ワールドシリーズはブルックリン・ドジャースがニューヨーク・ヤンキースを4勝3敗で破り、ワールドシリーズ出場8回目にして初制覇となった。
この年からフィラデルフィア・アスレチックスがカンザスシテイに本拠地を移してカンザスシティ・アスレチックスとなった。
1954年のメジャーリーグベースボール - 1955年のメジャーリーグベースボール - 1956年のメジャーリーグベースボール

## できごと
アメリカンリーグは前年に103勝を挙げながらインディアンスにリーグ優勝を持って行かれたヤンキースがこの年96勝で2年ぶりのリーグ優勝であった。ジョー・ディマジオが去った後のヤンキースの主砲ミッキー・マントルは打率.306・打点99・本塁打37本で初の本塁打王となり、ヨギ・ベラも打率.271・本塁打27本・打点108で打点王となり2年連続3回目のリーグMVPに選ばれた。しかしヤンキースで3割打者はマントル以外はビル・スコーロン一塁手だけであった。投手陣もホワイティ・フォードが18勝( ボブ・レモンとフランク・サリバンと同じ勝利数)で最多勝となり、戻ってきたトミー・バーンが16勝し、オリオールズから移籍してきたボブ・ターリーが17勝で、インディアンスとは3ゲーム差であった。5連覇した頃の先発3本柱だったアーリー・レイノルズは引退し、ビック・ラスキは前年カージナルスに放出され、エド・ロパットはこの年のシーズン中にオリオールズへ移籍し、両投手ともこの年限りでメジャーリーグを去って、必ずしも盤石なチームではなかった。タイガースのアル・ケーラインが入団3年目で打率.340・本塁打27本・打点102で初の首位打者となり200本安打でシーズン最多安打となった。またこの年ヤンキースから初の黒人選手としてエルストン・ハワードがメジャーデビューした。後にヨギ・ベラの後継捕手となり、1963年にリーグMVPになった。
ナショナルリーグは、事前の予想では本拠地を移転したミルウォーキー・ブレーブスが有利とする見方もあったが、オルストン監督の下でドジャースが開幕から10連勝して波に乗り、宿敵ジャイアンツと1勝1敗の後に再び11連勝して、シーズン序盤の24試合を22勝2敗の成績で勢いをつけたまま、9月8日に優勝を決めた。最終的に98勝で2位のブレーブスに13.5ゲーム差をつけての2年ぶりのリーグ優勝であった。デューク・スナイダー(本塁打42本・打点135で打点王獲得)、ギル・ホッジス(本塁打27本・打点102)、ロイ・キャンパネラ(打率.318・本塁打32本・打点107)の100打点トリオとカール・フリロが本塁打26本でチーム本塁打数は201本でヤンキースの175本を上回っていた。投手陣はドン・ニューカム投手(20勝)の活躍が光り、リーグMVPはロイ・キャンパネラ捕手で1951年、1953に続く3回目の受賞であり、そしてこれが最後の受賞となった。またジャイアンツのウィリー・メイズが打率.319・本塁打51本・打点127で本塁打王となり、首位打者はフィリーズのリッチー・アシュバーンが打率.338で初めて獲得した。最多勝も同じフィリーズのロビン・ロバーツ(23勝)で6年連続20勝以上となり4年連続最多勝投手で、以後は次第に下降線を辿り1966年に引退したが通算286勝を上げた（1976年殿堂入り）。
ワールドシリーズは、ヤンキース対ドジャースで1941年の初対決以来、1947年・1949年・1952年・1953年に続く6回目の顔合わせとなったが、それまで5回の対戦は全てヤンキースが勝っていた。しかしこの年は最終戦まで持ち込まれてドジャースが悲願を達成した。その第7戦6回裏ここまで2対0で劣勢のヤンキースが無死一・二塁で絶好のチャンスを迎え、シーズン9勝だった22歳の左腕ジョニー・ボドレスからヨギ・ベラが打った打球は切れながらレフトのポール際まで飛んでこの回から守備についていた左ききのサンディ・アモロスが右手のグラブをいっぱいに伸ばして好捕したプレーはワールドシリーズの歴史に残るプレーであった。エースのドン・ニューカムが第1戦で敗れて以後は登板がなく、このシリーズ2勝を上げたジョニー・ポドレスがこの年から新しく制定されたワールドシリーズMVPに選ばれた。

### カンザスシティ・アスレチックス
前年1954年の暮れにアメリカンリーグから正式にアスレチックスのオーナーとして認められたアーノルド・ジョンソンはアスレチックスをカンザスシティに本拠地を移し、ヤンキースのファームチームだったカンザスシティ・ブルーズ（4年前にミッキー・マントルがいた球団）の本拠地ルッパートスタジアムを既にカンザスシティが買い取って市営球場として改装して3万人の収容力を得て、この年の開幕からカンザスシティで試合を開催した。順位は6位に終わったが観客動員数は139万3,054人で前年のフィラデルフィアの30万4,066人から4倍以上の観客を集めた。
ただ新しいオーナーのジョンソンは当時ヤンキースのオーナーであるデル・ウェップとダン・トッピングとは密接な関係があり、市営球場の建設はウェップが請け負い、トッピングはまたジョンソンの会社の役員でもあった。そしてジョンソン自身はもとはヤンキースタジアムの所有者であった。新しい球団のGMになったバーク・キャロルをはじめ元ヤンキースの職員がフロントの主な地位を占め、ヤンキースとの不明瞭な関係は部外者からも疑問が持たれるようになった。やがてアスレチックスはヤンキースに有望な若手をどんどんトレードで放出し、ヤンキースのベテラン選手がアスレチックスに行ったり、やがてまたヤンキースに戻ってきたりして、以前のカンザスシティ・ブルーズがアスレチックスに変わっただけでカンザスシティはヤンキースのファームチームなのかと批判される始末であった。こうしたれっきとしたメジャー球団のアスレチックスからヤンキースへトレードされた選手の中には、後にベーブ・ルースのシーズン本塁打記録60本を破ったロジャー・マリスがいた。
こうした関係が明らかになって地元ファンもそっぽを向き、観客動員もやがて77万人と半数に落ち、チームも低迷して、そしてジョンソンは下院の反トラスト法委員会で証言を行う羽目に至り、1960年3月に心臓発作で急死した。そしてその後にアスレチックスのオーナーとなったのが保険業で財を成したチャーリー・O・フィンリーである。奇抜なアイデアマンで、決して付和雷同しない一匹狼で、そして毎年監督を変える独裁者で、オーナーとなってすぐに再び本拠地の移動を考える男であった。しかし彼のアイデアから後に指名打者制度が生まれる。

### 第三リーグと球団拡張への胎動
これで1953年からの本拠地移転の動きはミルウォーキー、ボルチモア、カンザスシティの3つのケースが全て大成功したことで、ニューヨークのジャイアンツとドジャースに影響を及ぼした。また大リーグ球団を誘致する都市の動きも加速してロサンゼルス、サンフランシスコ、ヒューストン、ミネアポリスとセントポールなどの都市が名乗りを上げ、やがてこの1955年にパイレーツのゼネラルマネージャーを退いたブランチ・リッキーが絡んでコンチネンタルリーグ創設の動きが出て1950年代後半にメジャーリーグは第三のリーグ創設か、リーグ加盟球団を増やすかで試練に立たされる。

### ミッキー・マントル
ディマジオの引退後に1952年からセンターを守り、ヤンキースの中心打者となったミッキー・マントルはデビューした1951年のワールドシリーズ第2戦でウィリー・メイズの打球を追って転倒して右ヒザを骨折して以後は、故障した右ヒザをかばいながらプレーし、1952年は打率.311で本塁打23本、1953年は打率.295で本塁打21本、1954年は打率.300・打点102で打点王となり、本塁打27本を記録した。期待されたほどには成績は上がらず、三振が多く、思ったほど本塁打が出ていなかった。しかしマントルに転機が訪れたのはこの1955年で、それまで内角高めの速球を苦手としていたのを克服したのが大きく、またオリオールズからヤンキースに移籍してきたボブ・ターリーから相手投手のクセを見破るテクニックを覚え、この時から成績が上向いてきた。この1955年は打率.306・打点99・本塁打36本で本塁打王となったが、翌年がマントルにとって最高の年となる。

### 黄金の左腕
ドジャースの本拠地であるニューヨーク市ブルックリン区に1935年生まれでこの年に20歳になった若者がいた。ユダヤ教徒であった両親は彼が3歳の時に離婚し、母親はやがて再婚して彼は継父の姓を名乗った。そして高校生の頃にはアスリートとしての卓越した才能を発揮してバスケットボールと野球に夢中であった。その時に彼が入っていた草野球チームにはフランク・トーリとジョー・トーリ(後のヤンキース監督)の兄弟、ケン(後に中日に入団)とボブのアスプロモンテ兄弟がいた。そして1953年にシンシナティ大学に進学して野球部に入り、1試合平均16個の奪三振(その代わり与四球も20個)で各球団のスカウトに注目されて、この1955年1月にブルックリン・ドジャースへ契約金1万4000ドル、年俸6000ドルで入団した。当時破格の契約金だったので注目される新人投手であるとともに、当時の大リーグでは1万ドル以上の契約金の新人選手は最初からメジャーの25人枠の中に置く規定になっていたので、彼はマイナーリーグを経験せず最初からメジャーに上った。その彼の代りにせっかくメジャーに昇格した28歳の投手トミー・ラソーダ(後のドジャース監督)はおかげでマイナーリーグに落とされた。このいきなりのメジャーデビューは彼にとって良い結果にはならなかった。球は無茶苦茶速いのだがノーコンで四球も多く、最初の6年間は通算36勝で1950年代はとてもエースとは言えなかった。デビューした1955年の成績は2勝2敗で奪三振30で与四球28。その後も2勝、5勝で4年目には11勝を挙げたが奪三振131で与四球105であった。
彼の名前はサンディ・コーファックス。やがてドン・ドライスデールとともにロサンゼルス・ドジャースの絶対のエースとして君臨し、1961年以降の6年間に129勝を挙げて、最多勝3回、最多奪三振4回、最優秀防御率5回そしてサイ・ヤング賞に3回輝き、黄金の左腕と呼ばれた男である。

### 規則の改定
- 走者がいる場合、投手は捕手からボールを受けて20秒以内に投球しなければ、ボールと判定する規定（20秒ルール）が設けられた（8.04）。

## 最終成績

### レギュラーシーズン
| 順 | チーム                         | 勝利 | 敗戦 | 勝率 | G差  |
| -- | ------------------------------ | ---- | ---- | ---- | ---- |
| 1  | ニューヨーク・ヤンキース       | 96   | 58   | .623 | --   |
| 2  | クリーブランド・インディアンス | 93   | 61   | .604 | 3.0  |
| 3  | シカゴ・ホワイトソックス       | 91   | 63   | .591 | 5.0  |
| 4  | ボストン・レッドソックス       | 84   | 70   | .545 | 12.0 |
| 5  | デトロイト・タイガース         | 79   | 75   | .513 | 17.0 |
| 6  | カンザスシティ・アスレチックス | 63   | 91   | .409 | 33.0 |
| 7  | ボルチモア・オリオールズ       | 57   | 97   | .370 | 39.0 |
| 8  | ワシントン・セネタース         | 53   | 101  | .344 | 43.0 |

| 順 | チーム                       | 勝利 | 敗戦 | 勝率 | G差  |
| -- | ---------------------------- | ---- | ---- | ---- | ---- |
| 1  | ブルックリン・ドジャース     | 98   | 55   | .641 | --   |
| 2  | ミルウォーキー・ブレーブス   | 85   | 69   | .552 | 13.5 |
| 3  | ニューヨーク・ジャイアンツ   | 80   | 74   | .519 | 18.5 |
| 4  | フィラデルフィア・フィリーズ | 77   | 77   | .500 | 21.5 |
| 5  | シンシナティ・レッドレッグス | 75   | 79   | .487 | 23.5 |
| 6  | シカゴ・カブス               | 72   | 81   | .471 | 26.0 |
| 7  | セントルイス・カージナルス   | 68   | 86   | .442 | 30.5 |
| 8  | ピッツバーグ・パイレーツ     | 60   | 94   | .390 | 38.5 |

### オールスターゲーム
- アメリカンリーグ 5 - 6 ナショナルリーグ

### ワールドシリーズ
- ヤンキース 3 - 4 ドジャース

| 9/28 – | ドジャース | 5 | - | 6 |  | ヤンキース |
| 9/29 – | ドジャース | 2 | - | 4 |  | ヤンキース |
| 9/30 – | ヤンキース | 3 | - | 8 |  | ドジャース |
| 10/1 – | ヤンキース | 5 | - | 8 |  | ドジャース |
| 10/2 – | ヤンキース | 3 | - | 5 |  | ドジャース |
| 10/3 – | ドジャース | 1 | - | 5 |  | ヤンキース |
| 10/4 – | ドジャース | 2 | - | 0 |  | ヤンキース |

MVP：ジョニー・ポドレス (BRO)

## 個人タイトル

### アメリカンリーグ
| 項目   | 選手                         | 記録 |
| ------ | ---------------------------- | ---- |
| 打率   | アル・ケーライン (DET)       | .340 |
| 本塁打 | ミッキー・マントル (NYY)     | 37   |
| 打点   | レイ・ブーン (DET)           | 116  |
| 打点   | ジャッキー・ジェンセン (BOS) | 116  |
| 得点   | アル・スミス (CLE)           | 123  |
| 安打   | アル・ケーライン (DET)       | 200  |
| 盗塁   | ジム・リベラ (CWS)           | 25   |

| 項目   | 選手                         | 記録 |
| ------ | ---------------------------- | ---- |
| 勝利   | ホワイティー・フォード (NYY) | 18   |
| 勝利   | ボブ・レモン (CLE)           | 18   |
| 勝利   | フランク・サリバン (BOS)     | 18   |
| 敗戦   | ジム・ウィルソン (BAL)       | 18   |
| 防御率 | ビリー・ピアース (CWS)       | 1.97 |
| 奪三振 | ハーブ・スコア (CLE)         | 245  |
| 投球回 | フランク・サリバン (BOS)     | 260  |
| セーブ | レイ・ナーレスキー (CLE)     | 19   |

### ナショナルリーグ
| 項目   | 選手                         | 記録 |
| ------ | ---------------------------- | ---- |
| 打率   | リッチー・アシュバーン (PHI) | .338 |
| 本塁打 | ウィリー・メイズ (NYG)       | 51   |
| 打点   | デューク・スナイダー (BRO)   | 136  |
| 得点   | デューク・スナイダー (BRO)   | 126  |
| 安打   | テッド・クルズースキー (CIN) | 192  |
| 盗塁   | ビル・ブルトン (ML1)         | 25   |

| 項目   | 選手                     | 記録 |
| ------ | ------------------------ | ---- |
| 勝利   | ロビン・ロバーツ (PHI)   | 23   |
| 敗戦   | サム・ジョーンズ (CHC)   | 20   |
| 防御率 | ボブ・フレンド (PIT)     | 2.83 |
| 奪三振 | サム・ジョーンズ (CHC)   | 198  |
| 投球回 | ロビン・ロバーツ (PHI)   | 305  |
| セーブ | ジャック・マイヤー (PHI) | 16   |

## 表彰

### 全米野球記者協会（BBWAA）表彰
シーズンMVP
- アメリカンリーグ ： ヨギ・ベラ （NYY）
- ナショナルリーグ ： ロイ・キャンパネラ （BRO）

最優秀新人賞
- アメリカンリーグ ： ハーブ・スコア （CLE）
- ナショナルリーグ ： ビル・バードン （STL）

### その他表彰
ルー・ゲーリッグ賞
- アルビン・ダーク (NYG)

ベーブ・ルース賞
- ジョニー・ポドレス (BRO)

### アメリカ野球殿堂入り表彰者
BBWAA投票
- ジョー・ディマジオ
- ギャビー・ハートネット
- テッド・ライオンズ
- ダジー・ヴァンス

ベテランズ委員会選出
- フランク・ベーカー
- レイ・シャーク